# Климко (повість)
«Климко» – повість українського письменника-шістдесятника Григора Михайловича Тютюнника, написана у 1976 році. У повісті відображено події Другої світової війни та її трагічний вплив на долю української дитини. 

## Історія написання
1942 року через голод і війну (та послухавши поради знайомих) письменник у віці 11 років пішов до матері на Полтавщину пішки.

Згодом в автобіографії Григір Тютюнник згадував:
Порадили мені чкурнути до матері на Полтавщину, щоб легше стало всьому сімейству, — голод як-не-як. Я так і зробив. Йшов пішки, маючи за плечима 11 років, три класи освіти і порожню торбинку, в котрій з початку подорожі було дев’ять сухарів, перепічка і банка меду — земляки дали на дорогу. Потім харчі вийшли. Почав старцювати. Перший раз просити було неймовірно важко, соромно, одбирало язик і в грудях терпло, тоді трохи привик. Ішов рівно два тижні. Через Слов’янськ, Краматорськ, Павлоград (чи Конград), Полтаву, Диканьку, Опішню.
Цей складний особистісний досвід Григора Тютюнника ліг в основу повісті "Климко".
Головний герой повісти — Климко — є сиротою, а батька Григора репресувала радянська влада в 1937 році: "У тридцять сьомому році, коли батькові сповнилось рівно сорок (він з 1897 року), його заарештували, маючи на увазі політичний мотив, і пустили по сибірських етапах". 
Після цього малого Тютюнника виховували дядько й тітка, а персонаж Климко також живе з дядьком (Кирилом): "Узяв мене до себе батьків брат Филимон Васильович Тютюнник, — мати осталися заміжні за іншим, а я пішов до дядька. Сьогодні я знаю, для чого взяв мене дядько. Він і його дружина, Наталя Іванівна Рябовецька, з сусіднього з нами хутора Троянівка, вчили й виховували мене, а кажучи просто, були моїми батьками". 

## Список персонажів
| Персонаж                    | Стисла характеристика |
| --------------------------- | --- |
| Климко                      | Жив удвох із дядьком Кирилом у залізничному бараці, відколи осиротів. Після загибелі дядька вирушає до Слов'янська по сіль. Вирізняється моральною силою: чесний, самостійний, працьовитий, цілеспрямований, витривалий, завжди готовий допомогти іншим. Дуже ввічливий і відповідальний, незважаючи на юний вік.                                                                   |
| Зульфат Гарєєв              | Давній Климків товариш. Фізично сильний, упевнений у собі, запальний, кмітливий. Гостро відчуває несправедливість. Як і Климко, завжди готовий допомогти ближньому, однак побоюється свого похмурого дідуся. |
| Дідусь Гарєєв               | Низенький, сухоплечий, у ватяних штанях, вовняних шкарпетках і гостроносих шахтарських чунях. Хороша людина в душІ, але часто має похмурий настрій і песимістичний погляд на життя. Тому в очах інших персонажів є суворим, але відвертим (щирим) чоловіком. |
| Учителька Наталя Миколаївна | Колишня вчителька Климка й Зульфата. Доброзичлива, любить своїх учнів, але потребує захисту та допомоги, оскільки піклується про маленьку доньку – Олю. |
| Дядько Кирило               | Машиніст великого паровоза ФД. Працелюбний, усміхнений (хоча ніколи не усміхався весело), турботливий. Щиро любить Климка. |
| Дід Бочонок                 | Станційний аптекар і дядьків Кирилів товариш. Допомагає людям, які приходять до нього зі своїми скаргами на здоров'я. Це дратує його егоїстичну та похмуру дружину. Співчуває Климкові через загибель дядька Кирила. |
| Бочончиха                   | Худа, злюща і скупа жінка діда Бочонка. Завжди мріє про вигоду (гроші), тому її дратує альтруїзм Бочонка у ставленні до хворих людей. Дає Климкові черстві сухарі на дорогу. |
| Швець                       | Доброзичливий дядько, що дає Климкові взуття, захищає дівчину з хустиною від ворожих поліцаїв. Знайомить Климка з тіткою Мариною. "Зоставив ноги в шахті", але не втратив жаги до життя. |
| Дівчина з хустиною          | Була на шахтах Донбасу. Добивається до мами на Сумщину. Ледь не стає жертвою поліцаїв, але її рятують Климко й швець. Відчуваючи вдячність до Климка за порятунок, пропонує йому йти з нею, щоб знайти нову сім'ю, але Климко відмовляється, оскільки пам'ятає про свою обіцянку (принести сіль учительці та Зульфату).                                                             |
| Тітка Марина                | "Жінка у довгому синьому плащі і в калошах на босоніж". Забирає Климка до себе додому та лікує (у дорозі Климко сильно захворів). Хороша людина, яка бачить себе новою матір'ю головного персонажа. Утім, чесний Климко не може покинути своїх друзів, тому Марина дає йому харчі на дорогу (+сіль і молоко) і прощається (і для Климка, і для Марини прощання стає дуже болісним). |
| Солдат в окулярах (чех)     | Помічає Климка, коли той ховається у скирті. Побачивши виснажений стан хлопця, дає йому галети й сіль. |
| Німець                      | Жорстоко б'є Климка та викидає його з вагона потяга. |
| Поліцаї                     | Намагаються силою забрати дівчину з хустиною, але її захищають швець і Климко. Жорстокі та впевнені у власній фізичній силі. |

## Сюжет
У повісті відображено події Другої світової війни. Головний герой, хлопчик на ім'я Климко, прокидається серед степу після сну під скиртою. Він прямує до Слов’янська. 
Климко прокинувся від холодної роси, що впала йому на босі ноги (видно, кидався уві сні), і побачив над собою скам'яніло-бузкове небо, яким воно буває лише восени на сході сонця, — без жайворіння, без легких з позолотою хмарок по обрію, без усміхненої радості пробудження. 
Під час подорожі хлопчик згадує, як жив із дядьком Кирилом, відколи осиротів. Вони мешкали у залізничному бараці біля колій. Дядько працював машиністом паротяга. З роботи він повертався завжди спокійним та усміхненим, але втомленим. І завжди приносив Климкові гостинець. 
У кухлі Климко й знаходив гостинець: пригірщ пряників-срібноголовців, або гроно прозорих півників на паличках, зв'язаних докупи білою ниткою, або ще щось таке.
Дядько Кирило  цікавився шкільними успіхами Климка, а той навчався добре, "тільки з письма інколи мав «посередньо»". Розповідаючи про спокійні (довоєнні) роки життя Климка й дядька Кирила, Григір Тютюнник  використовує зорові, нюхові та слухові образи. 
А скільки звуків жило на станції вночі! Брязкали сталевими тарелями вагонні буфери, перегукувалися дударі-стрілочники, сюрчали у свої сюрчки й вимахували ліхтарями зчіплювачі вагонів, видзвонювали молоточками по колесах обходчики поїздів, і мовби десь угорі над станцією постійно, одним голосом дзуремів шахтний вентилятор. У бараці завжди стояв дух шпал, штибу, котельної пари і полину, що ріс попід вікнами. А світло звідусіль малювало на стіні супроти Климкового ліжка великі різнобарвні квіти: червоне — маки, синє — волошки, жовте — соняхи. 
Починається війна. Одного разу на станцію приїхала дрезина-рейковоз, на якій були тіла загиблих – дядька Кирила та його двох помічників. Від людей у натовпі хлопчик дізнається, що залізничників вбила бомба прямим влучанням. Климко залишається сам, болісно переживає втрату найближчої людини. 
На кладовищі Климко вже не плакав, а лише здригався від холоду в грудях і хрипко зітхав. Червоно, підпливаючи рожевим надвечірнім мороком, заходило сонце. А вітер обтіпував з молодих топольок прижовкле листя і розкидав поміж могилами. 
Климко сидить у скирті й бачить німецький обоз. Одна підвода зупиняється, солдат підходить до скирти. Він помічає Климка, лякається, але не вбиває. Солдат, побачивши жалюгідний фізичний стан Климка, пригощає хлопця галетами та сіллю.
Солдат на мить закляк з піднятою ногою, потім тоненько вискнув і одплигнув убік. Він ухопив карабін і наставив його далеко перед себе на Климка. Климко німо дивився в маленьку чорну дучку карабінного дула — воно тремтіло, націлене йому в перенісся, — потім розціпив кулачки й показав солдатові худі сині долоні. 
Прямуючи далі, хлопець знаходить п’ятдесят сім картоплин та вгамовує свій голод. Потім Климко знову згадує, як перейшов жити до невеличкої кімнати у шахтній сортувальні, до вагової. Це сталося, коли німці розбомбили станцію і залізничний барак згорів. Спочатку у ваговій Климкові заважали пацюки. Та Климко не самотній – до нього у кімнату перебирається його шкільний друг Зульфат Гарєєв, який "спроваджує" непрошених гостей. Зульфат дуже радіє, коли знаходить Климка: "Носив його (Климка) поперед себе, до хрускоту стискаючи ребра". Разом вони ходять по ринку та зустрічають свою вчительку, Наталю Миколаївну, яка стоїть зі своєю маленькою донечкою на руках та намагається обміняти гарну сукню на їжу. Проте вона, побачивши своїх учнів, відмовляється обмінювати сукню. Тоді розлючений бородань, який керує обміном, ображає вчительку, – і Зульфат кидає в нього каменюку. Згодом хлопці пропонують учительці перейти жити до них у кімнату. Наталя Миколаївна погоджується: у неї нема притулку, а школу розгромили італійські солдати. 
(Наталя Миколаївна) осяяла їх (Климка та Зульфата) такими лагідними, такими рідними очима, що їм обом здалося на мить, ніби все навколо так, як і колись було, що немає і не було ніколи війни...
Оскільки багато їжі забрали італійські окупанти (є лише трохи сала й картоплі), Климко вирішує піти до Слов’янська по сіль (із чого й починається твір). Про це він каже Зульфату та залишає записку для Наталії Миколаївни з проханням не хвилюватися. Ілюстрацією складної ситуації з провіантом є те, що Наталя Миколаївна дає своїй малій дочці чай, бо нема молока, тому хлопці розуміють, що без нормального харчування дитина не виживе. 
Дідусь (Гарєєв) зіперся руками й грудьми на ціпок і мовчки дивився, як Наталя Миколаївна, маленька, з рожевим у сяйві од «буржуйки» волоссям на плечі, поїть дитину чаєм із пляшечки. — Тобі тут буде хорошо, Наташ Миколавна. Можна жит!.. Ай-я-яй... Маленькому — чай! Не годиться. Маленькому молоко давай.
Хлопчик поступово наближається до міста (за цей час виснажується і розуміє, що захворів). Він заходить на базар і починає шукати, де продають сіль. Його кличе дядько (швець, який залишився без нижніх кінцівок) та починає питати, хто він та звідки. Климко розповідає. Дядько звертає увагу на його босі ноги та дає Климкові взуття. Також дядько каже, що Климку потрібно повернутись назад на 50 кілометрів до Артемівська (нині Бахмут), де він зможе знайти сіль. У цей час на базарі німці та поліцаї починають облаву. Вони хапають дівчат і хлопців, щоб відправити їх на роботу у Німеччину. Швець намагається захистити дівчину з хустинкою від насильства, але прислужники німців його б'ють. Климко все-таки відчайдушно допомагає врятуватися цій дівчині, на яку поліцаї полюють з особливою наполегливістю. 
Климко випустив плащ-палатку, вчепився дівчині в другу руку і закричав: — Пустіть її! Це моя сестра! Сестра моя, чуєте? Вона мені за матір!! 
Цей епізод розкриває перед нами великий і світлий внутрішній світ Климка: дівчина, звісно, не є його сестрою ( у буквальному розумінні), але хлопець, який ненавидить насильство, ризикує своїм життям, щоб захистити нову знайому від жахливої долі. Дівчина, вражена таким благородним вчинком хлопця, пропонує йому стати частиною її сім'ї, але Климко заперечує, бо не може кинути напризволяще Зульфата й Наталю Миколаївну. 
— А то й справді був би моїм братиком... — Дівчина жалібно підняла брови. — У нас із мамою нікого більш немає. Жив би в нас... — Назад мені треба, — сказав Климко. 
Одна жінка (тітка Марина), яка торгувала на базарі, дізнається, що потрібно Климку, та обіцяє дати йому сіль. Климко за це допомагає їй відвезти додому візок. Удома в жінки йому стає гірше, (адже він ще в дорозі захворів), але вона допомагає йому одужати. 
— Без пам'яті був трохи не три дні. Так тебе тіпало, бідолагу, що аж підкидало на ліжку. Не знали вже, чим і вкривати. Застудився ти дуже... 
Попри слабкість, Климко намагається поратись по господарству, бо хоче хоч якось подякувати людині, що врятувала йому життя. Тітка Марина пропонує йому залишитися в неї, але хлопчик відповідає, що на нього чекають. 
— Я прийду до вас, тітонько Марино. Як тільки не стане в нас голоду, так і прийду або приїду. А зараз треба мені назад, мене там ждуть... 
Марині вдається посадити Климка на товарний поїзд, щоб той міг швидше й безпечніше дістатися додому. Вона прощається з хлопчиком і визнає, що він устиг стати для неї рідним. 
— Прощай, синочку... Так хотілося мені тебе зоставити в себе, такий ти мені любий став, як ішли тоді з города, як хворів, — серця б тобі увірвала... Приїжджай... Пішки не йди — далеко... А приїжджай... 
У вагоні поїзда Климко зустрічається із земляками. Йому стає легше на душі, він думає, що все найгірше вже позаду, і засинає. У сні-спогаді бачить дядька Кирила, відчуває сильну тугу за ним. Климко згадує, що очі в дядька Кирила завжди були "усміхнено-печальні — він ніколи не усміхався ними весело, — а біляве хвилясте волосся світилося на сонці шовком". Хлопець хоче посадити над могилою дядька вишню, уявляючи, що "весною вишня біло цвістиме, влітку ягідьми блищатиме, шпаки налітатимуть... А восени встелятиме могилу червоним листям з усіх боків". Климко прокидається і бачить німця, який увірвався у вагон і помітив "нелегалів". Німець б'є виснажених людей і викидає їх із вагона. Дістається і Климкові, проте хлопець продовжує шлях додому пішки.

Климко повертається. Він підходить до своєї станції та чує постріли. Бачить, як якийсь чоловік намагається втекти від солдатів, які стріляють у нього. Хлопець все розуміє і кричить, підказуючи чоловікові, що сховатися можна в балці. Та від залізничного переїзду знов лунають постріли (автоматна черга). Кулі влучають у Климка, і головний герой гине на очах у Зульфата, який біжить йому назустріч.
Від переїзду вдарила довга автоматна черга. Климка штовхнуло в груди і обпекло так боляче, гостро, що в очах йому попливли червоногарячі плями.
Він уп'явся пальцями в діжурку на грудях, тихо ойкнув і впав.
А з пробитого мішка тоненькою білою цівкою потекла на дорогу сіль...
— Климка-а-а! Кли-и-мка-а! — почув Климко з гарячої пітьми і нічого вже більше не чув.
Від переїзду, піднявши руки, спотикаючись і падаючи, біг до Климка Зульфат. 

## Художні особливості повісті
1. В основі твору – враження Тютюнника від важкої дороги додому шляхами війни. Архітектоніка повісті "Климко" містить композиційний прийом – екскурс у минуле. Це відхід від основної сюжетної лінії і основної теми твору з метою висвітлення додаткових епізодів (в той час, коли Климко пішки долає десятки кілометрів у пошуках солі, письменник час від часу перериває свою розповідь про мандри хворої дитини і показує картини довоєнного життя свого кмітливого, працьовитого й розумного героя в шахтарському висілку та випробування, які випали на долю Климка в перші дні війни). Екскурс належить до позасюжетних елементів. У ньому автор виводить і всеохопно розкриває характери інших персонажів (Зульфата, дідуся Гарєєва, вчительки Наталі Миколаївни), показує  епізоди, які допомагають зрозуміти, що саме вплинуло на рішення героя почати такий нелегкий шлях[4].Особливе місце в цих екскурсах у минуле посідає образ дядька Кирила, який став для Климка-сироти найріднішою людиною. Климко відчуває прагнення знову побачити дядька, якого вбила війна.Дядько Кирило, в білих напрасованих брюках, білих парусинових черевиках і блакитній сорочці, легко перехопленій у стані шовковим поясом, одягав Климка в матроський костюм з безкозиркою, в нові рипучі сандалі, брав його за руку, і вони йшли до магазинів по морозиво та цукерки – смугасту “Ракову шийку”… Вітер грався стрічками безкозирки і лоскотав ними тоненьку Климкову шию.2. Оніричні мотиви (сни персонажа): "Вагон розгойдувало дужче й дужче, а стрічки від безкозирки лоскотали і лоскотали Климкові шию – так м’яко, так ніжно", "уночі йому снилася велика зграя жовтих воронів із жовтими горобцями впереміш". Григір Тютюнник постійно поглиблює аналіз внутрішнього світу Климка, описуючи думки та почуття персонажа:“Листя палять, – подумав Климко. – Треба ж роботу якусь зробити тітці, а то тільки набалакав: і те зроблю, і те…”3. Діалоги головного героя з іншими персонажами розкривають образи персонажів[8]. – Наталю Миколаївно… – Климко зупинився і подав учительці її трояндову сукню, яку досі ніс під полою дядькової діжурки. – Не треба вам нічого промінювати, а переходьте – це ми вас із Зульфатом удвох просимо, – переходьте жити до нас. Ми вам помагати будемо, маленьку глядітимемо… Григір Тютюнник часто описує зовнішність своїх персонажів, звертаючи увагу на найдрібніші елементи:Наталя Миколаївна стояла осторонь від натовпу, що затулив підводу, і, маленька, бліда, дивилася на бороданя широко розплющеними очима. В них не було ні презирства, ні гніву, а лише зляканий подив. Одна її брова, поторкана золотом од ранкового сонця, напружено піднялася вгору і дрібно-дрібно тремтіла.АБО: Дядько сидів просто на землі, обгорнувши ноги старою сукняною ковдрою. На скронях йому густо висіялася кучерява розсадка сивини, а лице було все в зморшках. І в кожній зморшці, здавалося Климкові, чаїлася добра лагідна усмішка.4. Пейзажі, описи інтер'єру, природних явищ. У степу було тихо: блищали од сонця стерні і ковила понад шляхом, сріблилася важка, обвішана разочками роси павутина. 5. На окрему увагу заслуговує колірна палітра твору[9]. Хоча дія повісті відбувається на тлі війни, у тексті важливе значення мають не тільки темні, але і яскраві кольори. Це й не дивно, оскільки, незважаючи на трагічний кінець твору, Григір Тютюнник утверджує віру в переможну силу людської любови (Любови Всевишньої):

1. А світло звідусіль малювало на стіні супроти Климкового ліжка великі різнобарвні квіти: червоне – маки, синє – волошки, жовте – соняхи, вони мінилися і тремтіли, як од вітру в степу…
2. Повсідаються долі, сплівши ноги по-турецьки, і гомонять – без світла, серед червоних райдуг від напаленої до вишневого кольору чавунної “буржуйки”.
3. Найчастіше це траплялося у свято, коли депо, шахта, станція, клуб і школа сяяли вночі червоно-синьо-жовто-зеленими гірляндами, що гасли аж по тому, як сходило сонце, а з вікон у висілку грали патефони, і в бараці крізь тонкі стіни було чути з кімнати в кімнату святковий гомін.
4. Над вершечками, жовтими й зеленими, помітив Климко, тоненькою цівочкою підіймався вгору димок.
5. На плечах у неї (дівчини) була ще одна хустка – велика, у веселих червоних та зелених квітах, а темно-вишневі шовкові китиці ледь не торкалися землі.
6. Вони побачили маленьке-маленьке личко, біле, аж крейдяне, і щільно заплющені повіки, що здригалися від сонця, а губенята, не червоні, а синюваті, ожинові, невпинно ворушилися, наче шукали щось etc.

6. Функцію композиційного стрижня в повісті "Климко" виконує мотив дороги.
Тепер йому лишалося пройти кілометрів шістдесят. Климко повернув за акацієву посадку і побачив неподалік у степу старого з кошиком та жінок з мішками за плечима. Вони посувалися помалу і дуже горбилися. Климко пішов слідом за ними.
Мотив дороги розкриває перед читачем Климка як уже сформовану особистість із великою духовною силою. 

## Нагороди
У 1980 році за повість «Климко» та твір «Вогник далеко у степу» Григора Тютюнника нагороджено Літературною премією імені Лесі Українки.

## Екранізація
У 1984 році за мотивами повісті режисер Микола Вінграновський зняв фільм «Климко».